# Natallja Swirydowa-Kalinowskaja
Natallja Wiktarauna Swirydowa-Kalinowskaja (belarussisch Наталля Віктараўна Свірыдова-Каліновская, * 6. Mai 1977 in Mahiljou) ist eine ehemalige belarussische Skilangläuferin.

## Werdegang
Swirydowa-Kalinowskaja startete im November 1998 in Muonio, erstmals im Weltcup und belegte dabei den 78. Platz über 5 km Freistil. Bei der Winter-Universiade 1999 in Štrbské Pleso errang sie den 13. Platz über 5 km klassisch und jeweils den 12. Platz über 15 km Freistil und in der Verfolgung. Ihre besten Ergebnisse bei den nordischen Skiweltmeisterschaften 1999 in Ramsau am Dachstein waren der 34. Platz über 15 km Freistil und der 13. Rang mit der Staffel. In der Saison 2000/01 belegte sie bei der Winter-Universiade 2001 in Zakopane den 22. Platz über 5 km klassisch und den neunten Rang über 5 km Freistil und bei den nordischen Skiweltmeisterschaften 2001 in Lahti den 64. Platz in der Doppelverfolgung, den 49. Rang im Sprint und den 14. Platz mit der Staffel. In der folgenden Saison holte sie in Garmisch-Partenkirchen mit dem 28. Platz im Sprint ihre einzigen Weltcuppunkte. Bei den Olympischen Winterspielen in Salt Lake City lief sie auf den 61. Platz in der Doppelverfolgung, auf den 45. Rang im Sprint und auf den 40. Platz im 15-km-Massenstartrennen. Ihre letzten internationalen Rennen absolvierte sie bei den nordischen Skiweltmeisterschaften 2005 in Oberstdorf. Dort errang sie den 59. Platz im Sprint und den zehnten Platz mit der Staffel.

## Teilnahmen an Weltmeisterschaften und Olympischen Winterspielen

### Olympische Spiele
- 2002 Salt Lake City: 45. Platz Sprint Freistil, 40. Platz 15 km Freistil Massenstart, 61. Platz 10 km Verfolgung

### Nordische Skiweltmeisterschaften
- 1999 Ramsau: 13. Platz Staffel, 34. Platz 15 km Freistil, 42. Platz 30 km klassisch, 42. Platz 10 km Verfolgung, 48. Platz 5 km klassisch
- 2001 Lahti: 14. Platz Staffel, 49. Platz Sprint Freistil, 64. Platz 10 km Doppelverfolgung
- 2005 Oberstdorf: 10. Platz Staffel, 59. Platz Sprint klassisch